# Anja Schneider (Medizinerin)
Anja Schneider (geb. 9. August 1974) ist eine deutsche Medizinerin, Wissenschaftlerin und Hochschullehrerin. Sie ist Professorin für klinische Demenzforschung an der Universität Bonn sowie Schriftführerin der Deutschen Gesellschaft für Biologische Psychiatrie. Schneider leitet die Klinik für Neurodegenerative Erkrankungen und Gerontopsychiatrie des Universitätsklinikums Bonn und die Forschungsgruppe Translationale Demenzforschung am Deutschen Zentrum für Neurodegenerative Erkrankungen. Für ihre Forschung wurde Schneider mehrfach ausgezeichnet.

## Werdegang
Schneider studierte von 1994 bis 2001 Medizin. Ab 1995 wurde ihr Studium von der Studienstiftung des deutschen Volkes gefördert, die besonders begabte Studenten in ihrer akademischen Ausbildung unterstützt. Schneider studierte zunächst an der Universität Heidelberg, dann an der Universität Hamburg, an der sie im Jahr 2003 zum Thema Der Einfluß der Phosphorylierung des Mikrotubuli-assoziierten Proteins Tau auf dessen Polymerisation zu Alzheimer-artigen paarigen helikalen Filamenten in vitro promoviert wurde. Schneider arbeitete von 2002 bis 2004 an der Universität Tübingen, anschließend am Max-Planck-Institut für experimentelle Medizin in Göttingen und von 2007 bis 2010 an der Universitätsmedizin Göttingen. Schneider habilitierte sich im Jahr 2010 im Fach Experimentelle Psychiatrie an der Universität Göttingen. Ihre Habilitation wurde von 2007 bis 2009 mit Dem Heidenreich-Von Siebold Stipendium unterstützt. Dieses nach der ersten Frauenärztin Charlotte Heidenreich von Siebold benannte Programm wurde von der Göttinger Universität zur Förderung von Frauen eingerichtet, die sich zur Hochschullehrerin qualifizieren. Von 2014 bis 2016 war Schneider Professorin für Translationale Demenzforschung am DZNE Göttingen. Im Jahr 2017 übernahm Schneider die Leitung der Klinik für Neurodegenerative Erkrankungen und Gerontopsychiatrie des Bonner Universitätsklinikums.

## Forschung
Schneider war assoziierte Herausgeberin des Journal of Alzheimers Disease. Zwischen 2015 und 2017 war sie assoziiertes Mitglied des Göttinger European Neuroscience Institute. Seit 2017 ist sie Mitglied des Advisory Board der deutschen PSP-Gesellschaft und gehört der Forschungskommission der Bonner Universität an. Derzeit leitet sie die Gruppe Translationale Demenzforschung des Deutschen Zentrums für Neurodegenerative Erkrankungen. Hier forscht sie zu neurodegeranativen Erkrankungen, zu extrazellulären Vesikeln und zu Biomarkern. Im Fokus ihrer Arbeit steht die Übertragbarkeit wissenschaftlicher Erkenntnisse in die klinische Praxis.

### Auszeichnungen
Schneiders wissenschaftliche Forschung wurde mehrfach gefördert und ausgezeichnet:
- 1995–2001 Stipendium der Studienstiftung des Deutschen Volkes[1]
- 2007–2009 Heidenreich-von Siebold Habilitationsstipendium der Universität Göttingen[1]
- 2008 Steinberg-Krupp-Preis für Alzheimerforschung der Deutschen Hirnliga[6]
- 2009 Novartis-Stipendium der Novartis Stiftung für therapeutische Forschung[7]
- 2012 Heisenberg-Stipendium der Deutschen Forschungsgemeinschaft[8]
- 2015 Forschungspreis der Deutschen Gesellschaft für Psychiatrie und Psychotherapie, Psychosomatik und Nervenheilkunde[9]